# Памятник соловецким юнгам (Саратов)
Памятник соловецким юнгам (полное название — памятник «Юным морякам-саратовцам Соловецкой школы юнг Северного флота 1942—1944 годов») — памятник в Саратове, посвящённый выпускникам Соловецкой школы юнг. Расположен в центральной части города, в парке «Липки» у входа со стороны проезда Котовского. Открыт в 2002 году.

## История

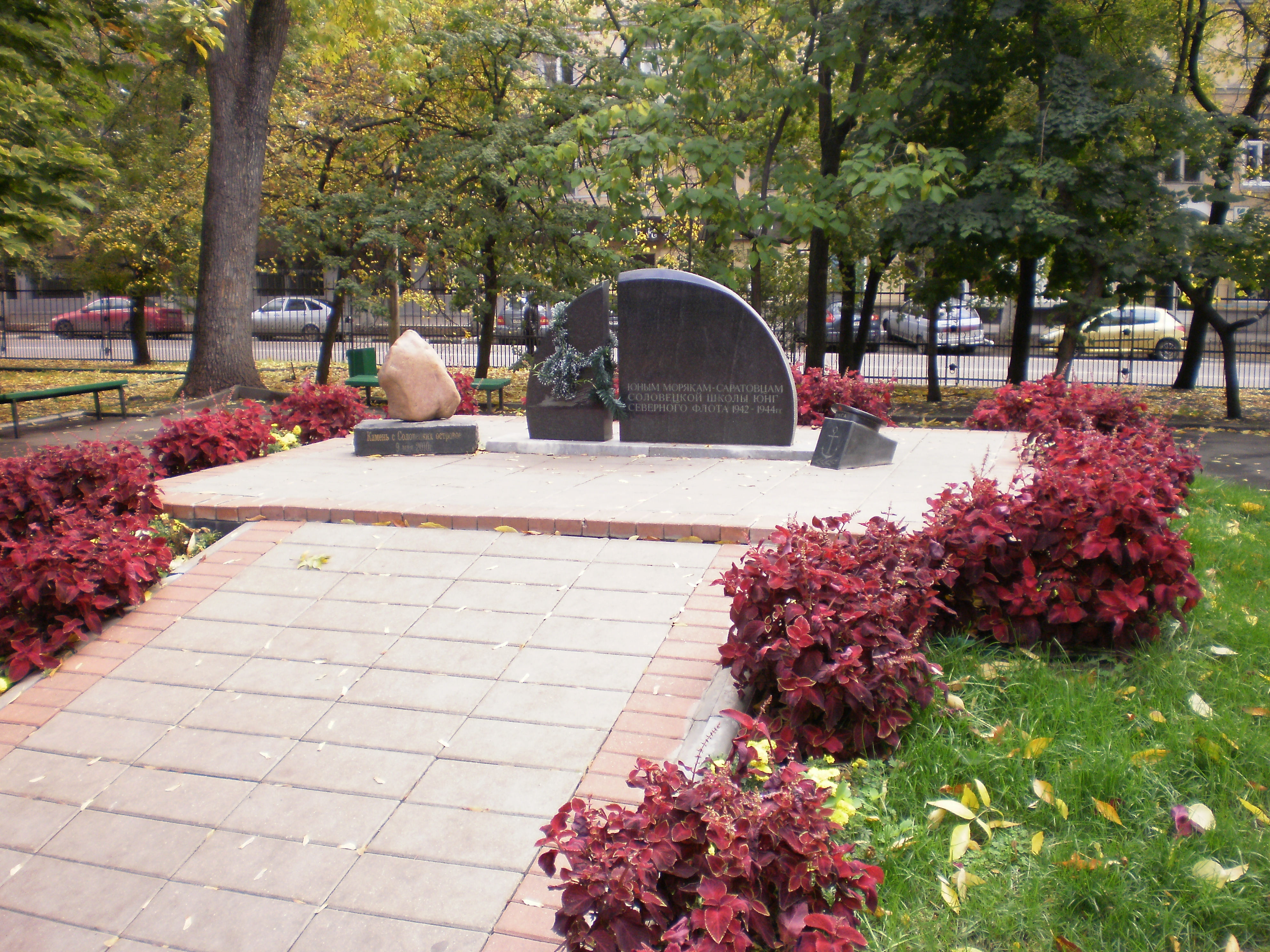
Памятник в парке «Липки»

Открытие памятника в парке «Липки» состоялось в 2002 году: 25 июля был установлен постамент, на который в скором времени был водружён и сам памятник.

ул. Волжская 32, Саратов

В квартале от парка в бывшем особняке Шмидта (улица Волжская, дом 32) производился набор групп добровольцев в Соловецкую школу юнг Военно-морского флота. В школе юнг обучалось около 300 саратовцев, которые затем наравне со взрослыми моряками принимали участие в боевых действиях в ходе Великой Отечественной войны. Только 137 саратовских юнг вернулись живыми домой после окончания войны.
9 мая 2010 года к 65-летию Победы советского народа над нацистской Германией в Великой Отечественной войне композиция памятника была дополнена камнем, привезённым с Соловецких островов.
Постановлением администрации муниципального образования «Город Саратов» № 2337 от 19 октября 2018 года принято решение об установке на территории городского сада «Липки» памятника «Юнга северного флота». Бронзовая скульптура в виде фигуры юнги, стоящего возле символического штурвала с биноклем в руках, должна появиться на месте нынешнего памятного камня. Её высота вместе с бронзовым постаментом в виде носа корабля составит 1,9 метра. Макет скульптуры разработан скульптором Василием Кузьминым и архитектором-дизайнером Анной Владимировой. В настоящее время Саратовским региональным отделением всероссийской общественной организации морских пехотинцев «Тайфун» ведётся сбор средств на изготовление и установку нового памятника.

## Описание
Памятник соловецким юнгам в Саратове выполнен в виде двух небольших мраморных плит: на левой плите выгравирован корабль, на правой — посвящение: «Юным морякам-саратовцам соловецкой школы юнг северного флота 1942—1944 годов». Справа от мраморных плит размещён камень с Соловецких островов, слева — бескозырка на постаменте с изображением якоря.